# Холодная собака
Холодная собака (нем. Kalter Hund) — известная в Германии, Италии и некоторых других странах сладкая выпечка из печенья и шоколадного крема. Название «холодная собака», по некоторым версиям, происходит от названия в немецком языке рудничных вагонеток Hunt, созвучного слову Hund — «собака», так как для приготовления блюда не требуется выпекания или иной термической обработки (то есть оно является «холодным»), и в готовом виде по форме оно напоминает миниатюрную версию вагонетки. Похожий по ингредиентам десерт — шоколадная колбаса.
Помимо немецкого «Kalter Hund», существует множество альтернативных названий этого блюда — среди прочего, «лукулл» (Lukullus, от имени римского гурмана-полководца Луция Лициния Лукулла), «холодная морда» (нем. Kalte Schnauze), «чёрный Петер» (нем. Schwarzer Peter) и др. В английском языке в названии упоминается ёж (англ. Hedgehog slice).
Для приготовления выпечки используется какао-масса, получаемая с помощью растопления и смешения мелких кусочков шоколада и сливочного или кокосового масла с добавлением сахарной пудры, рубленого миндаля и шоколадной стружки, а также целые ломти сдобного печенья, которые укладывают в форму для изготовления кексов в несколько слоёв, смазывая каждый слой какао-массой. После этого форму с её содержимым несколько часов охлаждают в холодильнике. В процессе охлаждения печенье размягчается наподобие бисквита, в результате чего готовая холодная собака напоминает шоколадный торт.